# 탄화수소

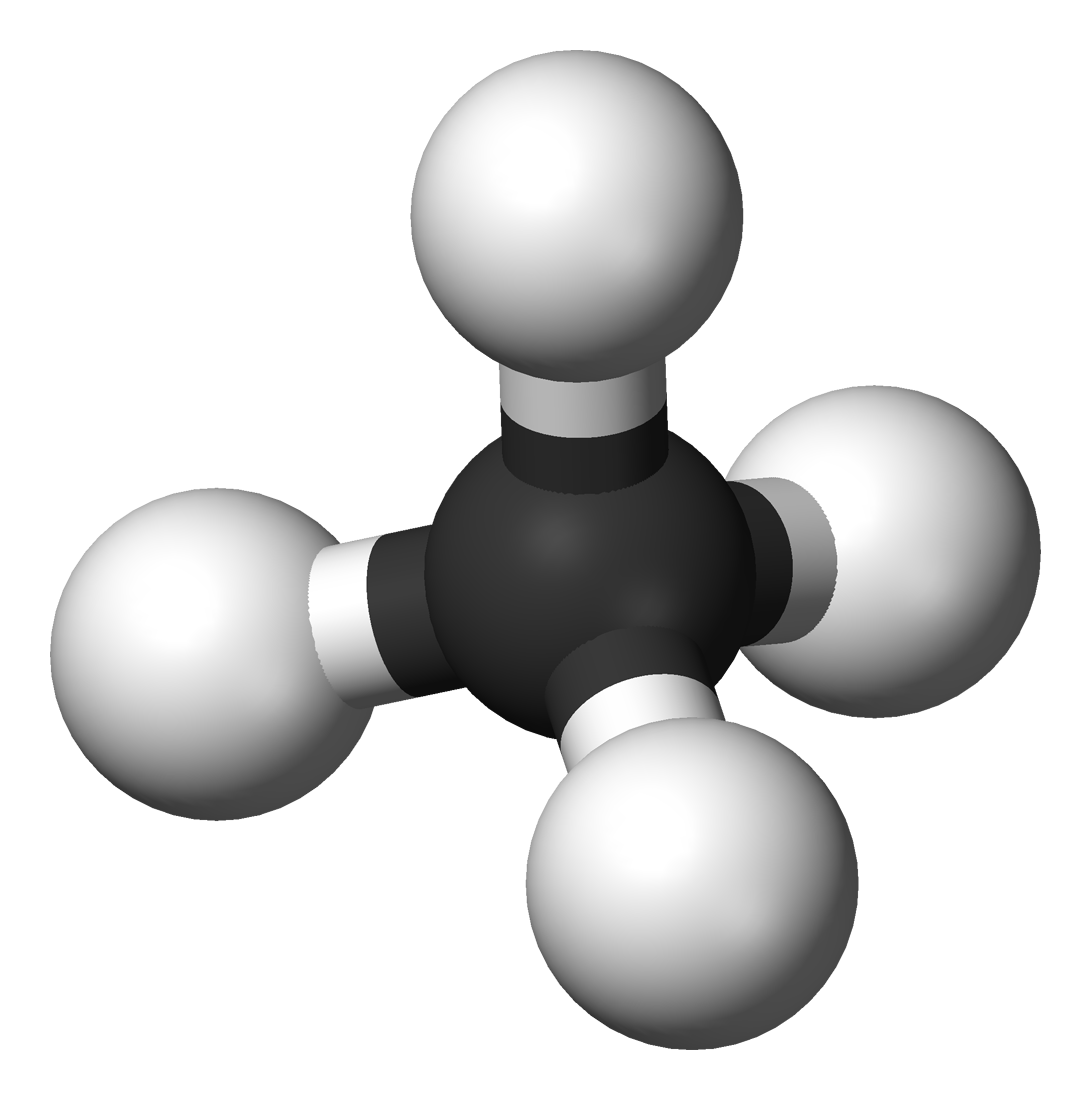
메테인의 분자 구조

탄화 수소(炭化水素, 영어: hydrocarbon)는 탄소(C)와 수소(H)만으로 이뤄진 유기 화합물을 말한다. 가장 간단한 탄화 수소는 탄소 하나와 수소 넷으로 이뤄진 메테인(CH4)이다. 대표적인 탄화 수소로 석유와 천연 가스가 있고, 가솔린, 파라핀, 항공유, 윤활유, 파라핀왁스, 벤젠, TNT, 아스팔트 등도 모두 탄화 수소 혼합물이다. 탄화 수소는 알카인, 알켄, 알케인 등을 포함하는 지방족 화합물, 사이클로알케인, 방향족 탄화 수소로 나눌 수 있다. 탄화 수소는 실생활의 여러 분야에서 다양하게 이용되고 있다. 탄화수소는 탄소 수가 적을수록 끓는점이 낮다.

## 종류
탄화 수소에는 여러 종류가 있으며, 골격을 이루는 탄소의 결합형태에 따라서 파라핀계·나프텐계·올레핀계·방향족 등으로 분류되고 있다.
- 지방족 탄화 수소- 포화 탄화수소와 사슬모양 불포화 탄화수소를 합쳐 지방족 탄화 수소라고 한다.
- 포화 탄화 수소 - 이중 결합이나 삼중 결합이 없는 탄화 수소. 알케인
- 불포화 탄화 수소 - 이중 결합이나 삼중 결합이 있는 탄화 수소. 알켄, 알카인
- 방향족 탄화 수소 - 벤젠과 같이 공명 고리를 가진 탄화 수소

| 탄소 원자 수 | 알케인 (단일 결합) | 알켄 (이중 결합)  | 알카인 (삼중 결합)      | 사이클로알케인       | 알카디엔            | 사이클로알켄       |
| ------------ | ------------------ | ----------------- | ----------------------- | -------------------- | ------------------- | ------------------ |
| 1            | 메테인             | -                 | -                       | -                    | -                   | -                  |
| 2            | 에테인             | 에텐(에틸렌)      | 에타인 (아세틸렌)       | –                    | –                   | -                  |
| 3            | 프로페인           | 프로펜 (프로필렌) | 프로파인 (메틸아세틸렌) | 사이클로프로페인     | 프로파디엔          | 사이클로프로펜     |
| 4            | 뷰테인             | 뷰텐 (뷰틸렌)     | 뷰타인                  | 사이클로뷰테인       | 뷰타디엔            | 사이클로뷰텐       |
| 5            | 펜테인             | 펜텐              | 펜타인                  | 사이클로펜테인       | 펜타디엔 (피페릴렌) | 사이클로펜텐       |
| 6            | 헥세인             | 헥센              | 헥사인                  | 사이클로헥세인       | 헥사디엔            | 사이클로헥센       |
| 7            | 헵테인             | 헵텐              | 헵타인                  | 사이클로헵테인       | 헵타디엔            | 사이클로헵텐       |
| 8            | 옥테인             | 옥텐              | 옥타인                  | 사이클로옥테인       | 옥타디엔            | 사이클로옥텐       |
| 9            | 노네인             | 노넨              | 노나인                  | 사이클로노네인       | 노나디엔            | 사이클로노넨       |
| 10           | 데케인             | 데켄              | 데카인                  | 사이클로데케인       | 데카디엔            | 사이클로데켄       |
| 11           | 운데케인           | 운데켄            | 운데카인                | 사이클로운데케인     | 운데카디엔          | 사이클로운데켄     |
| 12           | 도데케인           | 도데켄            | 도데카인                | 사이클로도데케인     | 도데카디엔          | 사이클로도데켄     |
| 13           | 트라이데케인       | 트라이데켄        | 트라이데카인            | 사이클로트라이데케인 | 트라이데카디엔      | 사이클로트라이데켄 |
| 14           | 테트라데케인       | 테트라데켄        | 테트라데카인            | 사이클로테트라데케인 | 테트라데카디엔      | 사이클로테트라데켄 |
| 15           | 펜타데케인         | 펜타데켄          | 펜타데카인              | 사이클로펜타데케인   | 펜타데카디엔        | 사이클로펜타데켄   |
| 16           | 헥사데케인         | 헥사데켄          | 헥사데카인              | 사이클로헥사데케인   | 헥사데카디엔        | 사이클로헥사데켄   |

### 파라핀계 탄화 수소
탄소가 사슬 모양으로 연결된 것으로서, 다른 결합수는 수소와 결합한 포화결합으로 되어 있는 탄화 수소이다. 보통 {\displaystyle \mathrm {C} _{n}\mathrm {H} _{2n+2}}로 표시되며, 그 중에서 가장 간단한 것은 메테인(CH4)이다. 메테인은 천연 가스의 주성분이며, 유정에서 나오는 가스의 대부분은 이것이다. 시궁창이나 하수도 등에서 거품이 떠오르는 일이 있는데, 이것도 퇴적한 식물 따위가 부패·분해되어 메테인이 생겼기 때문이다. 같은 계통에 속하는 것으로 탄소가 2개인 에테인(ethane：{\displaystyle \mathrm {C_{2}H_{6}} }), 탄소가 3개인 프로페인(propane：{\displaystyle \mathrm {C_{3}H_{8}} }) 등이 있다. 프로페인은 가정용 연료로서도 널리 쓰이고 있는 것으로서, 유전의 천연가스로부터 분리·냉각하여 액화해서 탱커로 수송하거나 또는 석유화학 공장에서 크래킹에 의해서 생산하여 사용한다. 이러한 파라핀계의 탄화 수소에는 여러 가지가 있으며, 상온에서는 탄소수 4개인 뷰테인(butane)까지가 기체이고 탄소수가 5∼15개인 것이 액체, 그 이상의 것은 고체로서 이른바 파라핀의 성분이다. 이 밖의 탄화 수소에는 탄소가 가지갈림을 하여 연결되어 있는 이소 화합물이 있고, 탄소가 직선으로 결합되어 있는 노르말 화합물이 있다. 이런 것들은 같은 수의 탄소 원자와 수소 원자로 되어 있으면서도 그 결합 형태가 다르기 때문에 서로 다른 성질을 지니는 것인데, 이런 것을 구조 이성질체라고 한다.

### 나프텐계 탄화 수소
파라핀계와 마찬가지로 결합수가 모두 탄소와 수소로 채워져 있는 포화 결합의 탄화 수소이며, 골격을 이루는 탄소 원자가 고리 모양으로 결합된 것이 큰 특징이다. 석유 중에는 주로 탄소수가 5개인 사이클로펜테인(cyclopentane：{\displaystyle \mathrm {C_{5}H_{10}} }), 탄소수가 6개인 사이클로헥세인(cyclohexane：{\displaystyle \mathrm {C_{6}H_{12}} })과 그 동족체가 포함된다. 나프텐계 탄화수소는 일반적으로 파라핀계 탄화 수소보다도 융점이 낮고 액체를 이루는 것이 많다. 윤활유나 기계유 등으로 흔히 쓰이고 있다.

### 올레핀계 탄화 수소
파라핀계와 마찬가지로 탄소가 사슬 모양으로 결합되어 있으나, 그 중에 탄소끼리의 이중결합이 하나 들어 있는 것이 특징이다. 보통 {\displaystyle \mathrm {C} _{n}\mathrm {H} _{2n}}으로 표시되며, 불포화 결합이 있기 때문에 다른 물질과 결합하기 쉬운 성질이 있다. 가장 간단한 에틸렌(ethylene：{\displaystyle \mathrm {C} _{2}\mathrm {H} _{4}})의 명칭에서 유래하여, 이 올레핀계를 에틸렌계 탄화 수소라고도 부르게 되었다. 올레핀계 탄화 수소는 섬유의 성분으로서는 거의 존재하지 않으며, 약간 들어 있는 경우에도 석유를 정제하는 단계에서 원유로부터 제거되고 만다. 그러나 석유화학 공업의 원료로서는 매우 중요한 것이며, 미국에서는 천연 가스에서 얻고 있지만 대한민국에서는 그렇지 못하고 나프타(Naphtha)를 분해하여 얻는 수밖에 없다.

### 방향족 탄화 수소
방향족 탄화 수소는 방향족 고리를 포함하고 있는 탄화 수소로서, 벤젠, 톨루엔과 같은 벤젠 고리를 갖는 화합물이나 피롤처럼 치환된 방향족 고리를 갖는 화합물이 이에 속한다. 석유 중에도 2∼3%가 함유되어 있지만 방향족 탄화 수소와 그 유도체는 석탄에서 나오는 타르(Tar)에 더 많이 들어 있다.

## 같이 보기
- 사이클로알케인
- 석유
- 등유

## 참고 자료
- 이 문서에는 다음커뮤니케이션(현 카카오)에서 GFDL 또는 CC-SA 라이선스로 배포한 글로벌 세계대백과사전의 "유기자원" 항목을 기초로 작성된 글이 포함되어 있습니다.